# Estació de Vigo-Urzáiz
L'Estació de Vigo-Urzáiz és una estació de ferrocarril de la ciutat de Vigo, a la província de Pontevedra, inaugurada el 2015.
Està a la Praza da Estación, en el cèntric barri de Casablanca de la ciutat viguesa, propera al carrer Urzáiz. Es troba en el mateix lloc que l'antiga estació de Vigo, que va ser enderrocada el 2011 i substituïda provisionalment per l'estació de Vigo-Guixar.
Actualment a Urzáiz arriben els serveis d'alta velocitat de l'eix atlàntic, mentre que a Guixar arriben els serveis convencionals.

## Història i descripció
L'estació original es va construir el 1878, encara que el primer servei ferroviari va partir d'ella el 18 de juny de 1881 amb destinació a Ourense, inaugurant així el servei ferroviari a la ciutat de Vigo.
L'any 1981 van concloure les obres d'electrificació de la línia Monforte-Ourense-Vigo, permetent així l'arribada dels primers serveis amb trens elèctrics. Les UT 440 van ser les encarregades d'inaugurar aquesta electrificació, i va permetre l'arribada de trens més ràpids i més potents a Vigo, com les UT 444 o les locomotores 251 o 252, i també locomotores que van ser habituals per aquesta zona fins a la seva baixa, les locomotores 277 (Angleses).
L'any 1987 es va construir el segon edifici de l'estació, que va ser inaugurat el 28 de setembre de 1987, substituint a l'antiga estació original, construïda el 1878. Ambdues estacions van conviure fins a finals de la dècada de 1990, a l'espera que es decidís quin anava a ser l'ús de l'edifici de l'antiga estació, plantejant entre altres possibilitats la instal·lació del Conservatori Professional de música de Vigo, no arribant a materialitzar-se aquest projecte i sent finalment desmantellada. Les seves pedres van ser emmagatzemades en la parcel·la de Manteniment d'Infraestructures d'Adif de l'estació de Redondela.
El 27 d'agost de 2011 es tanca temporalment l'estació de Vigo, procedint a l'enderrocament de totes les instal·lacions incloent les naus de manteniment per procedir a la construcció d'una nova estació subterrània a 15 metres per sota de la cota original. Els serveis ferroviaris s'han desviat a l'estació de Vigo-Guixar fins a la reobertura de l'estació el 2015 en què es produirà un repartiment de serveis, els serveis d'alta velocitat es faran des de Vigo-Urzáiz i els serveis convencionals i l'enllaç internacional amb Portugal continuaran a Vigo-Guixar. Els tallers de manteniment van ser traslladats definitivament a l'estació de Redondela al juliol de 2012.
A continuació es van iniciar les obres de la infraestructura ferroviària que van finalitzar al març de 2015. Inicialment s'anava a construir un centre comercial Vialia damunt del calaix ferroviari però la falta d'interès dels promotors privats ha fet ajornar l'obra, tenint les estructures preparades per a la seva futura construcció. A causa d'això s'ha hagut de construir un edifici provisional fora de la parcel·la per poder donar serveis ferroviaris, preparat per compatibilitzar amb les futures obres del centre Vialia.
El 6 de març de 2015 entra el primer tren, sèrie 121 de Renfe, a la nova estació en proves.

## Galeria d'imatges
- Aparcament.
- Façana.
- Trenhotel estacionat a Vigo.

- 2012.
- Vista general.
- Andanes.